# Mali Solonți, Novi Sanjarî
Mali Solonți (în ucraineană Малі Солонці) este un sat în comuna Kustolove din raionul Novi Sanjarî, regiunea Poltava, Ucraina.

## Demografie
Componența lingvistică a localității Mali Solonți
     Ucraineană (98,11%)
     Rusă (1,89%)
Conform recensământului din 2001, majoritatea populației localității Mali Solonți era vorbitoare de ucraineană (98,11%), existând în minoritate și vorbitori de rusă (1,89%).